# 홍합과
홍합과는 담치목(Mytilida)에 속하는 소형부터 대형까지의 해양 및 기수 이매패류 연체동물 과이다. 하위 속 중에서 민물담치속(Limnoperna) 종은 민물 환경에서도 서식한다. 약 52개 속으로 이루어진 홍합과는 담치목에서 유일하게 현존하는 과이다.
홍합과의 종은 전 세계적으로 발견되지만, 종종 조간대와 얕은 조간대의 바위 해안에 끊김 없는 지층을 형성하는 차가운 바다에서 더 많이 발견된다. 심해담치아과(Bathymodiolinae)는 심해 서식지에서 발견된다.
홍합과에는 잘 알려진 식용 바다 홍합이 포함된다. 홍합 껍데기의 일반적인 특징은 두껍고 접착성 있는 각피가 있는 비대칭 껍데기다. 홍합은 족사를 사용하여 단단한 물건에 제대로 달라붙는다. 
2020년 홍합과 계통학 연구에서는 후속 계통이 다른 생활 방식으로 전환되고 수렴 진화가 연관되는 상동 동물 조상에서 파생된 두 개의 주요 분기군이 복구되었다.

## 2010년 분류
2010년에 비엘러(Bieler), 카터(Carter), 코언(Coan)이 이매패류에 대한 새로운 제안된 분류 체계를 발표했다. 여기에는 담치아목(Mytiloida)이 포함되었다.
- 홍합목 또는 담치목 (Mytilida)
  - † Modiolopsoidea
    - † Colpomyidae
    - † Modiolopsidae
    - † Saffordiidae

  - 홍합상과 (Mytiloidea)
    - † Mysideiellidae
    - 홍합과 (Mytilidae)

### 하위 속
| - Adipicola - 돌살이담치속 (Adula) - Amygdalum - 종밋속 (Arcuatula) - 뿔담치속 (Arvella) - Bathymodiolus - Benthomodiolus - Botula - 주름담치속 (Brachidontes) - Crenella - 동해담치속 (Crenomytilus) - 꼬마담치속 (Dacrydium) - 예쁜누렁꼬마담치속 (Exosiperna) - Geukensia - Gigantidas | - 예쁜이담치속 (Gregariella) - Idas - Idasola - Ischadium - 비단담치속 (Jolya) - 애기돌맛조개속 (Leiosolenus) - 민물담치속 (Limnoperna) - Lioberus - Lithophaga - Megacrenella - Modiolarca - 매끈이예쁜담치속 (Modiolatus) - Modiolula - 털담치속 (Modiolus) - Musculista | - 북방꼬마담치속 (Musculus) - Mytella - Mytilaster - 격판담치속 (Mytilisepta) - 홍합속 (Mytilus) - 초록담치속 (Perna) - Rhomboidella - 남방담치속 (Septifer) - Sinomytilus - 통통이담치속 (Solamen) - Stenolena - Tamu - 달담치속 (Vilasina) - Vulcanidas - 왜홍합속 (Xenostrobus) |